# Shi-Yeon Sung
Shi-Yeon Sung   (Busan, 1975) és una directora d'orquestra de Corea del Sud.
El 2006, es va convertir en la primera dona a guanyar el primer premi al Concurs Internacional de Directors Sir Georg Solti. El 2007, va guanyar el segon premi al Concurs de Direcció Gustav Mahler de Bamberg (no es va donar el primer premi aquell any). Aquell any es va convertir en la primera dona ajudant de direcció de lOrquestra Simfònica de Boston, càrrec que va ocupar fins al 2010. Entre les orquestres que ha dirigit hi ha la Filharmònica de Los Angeles, la Royal Stockholm Philharmonic Orchestra, la Swedish Radio Symphony Orchestra i la National Symphony Orchestra dels Estats Units. Va ser directora associada de la Filharmònica de Seül del 2009 al 2013. Des del gener del 2014 ha estat directora artística i directora principal de lOrquestra Filharmònica Gyeonggi.